# Bridget Atkinson

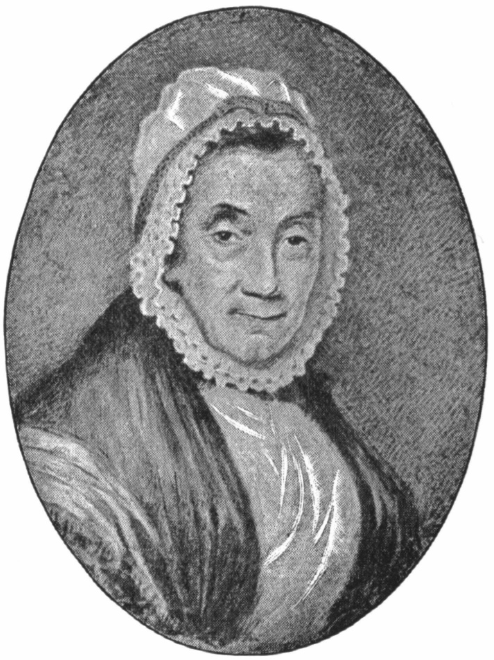
Zeitgenössisches Porträt von Bridget Atkinson

Bridget Atkinson (Geburtsname: Maughan, geb. 1732; gest. 1814) war eine englische Landwirtin und Sammlerin. Sie trug eine große Muschelsammlung mit Exemplaren aus aller Welt zusammen. Gegen Ende ihres Lebens erhielt sie von der Society of Antiquaries of Newcastle upon Tyne Anerkennung für ihre Münzsammlung und wurde 1813 zum ersten Ehrenmitglied der Gesellschaft ernannt.

## Familie
Bridget Maughan war die Tochter von Michael Maughan aus Wolsingham. Nach dem Tod ihres Vaters wuchs sie zusammen mit ihrer Schwester Jenny in Kirkoswald auf und besuchte anschließend die Mrs Paxton’s Academy in Durham.
Am 7. Januar 1758 heiratete Bridget heimlich George Atkinson (1730–1781) aus Temple Sowerby, da sie befürchtete, ihre Mutter würde dies missbilligen.
Dies scheint jedoch nicht der Fall gewesen zu sein, da The Gentleman’s Magazine ihre Heirat kurz darauf bekannt gab. Atkinsons Mitgift ermöglichte Verbesserungen an Temple Sowerby House. Das Paar hatte zehn Kinder, sechs Söhne (von denen zwei jung starben) und vier Töchter (von denen eine jung starb und zwei heirateten). George begann, wie sein Vater Matthew, als Gerber zu arbeiten und wurde Makler (später Bill-Broker genannt, der mit Wechseln – „Negotiable instruments“ handelte); schließlich war er Regierungsbeamter und receiver-general (Steuereinnehmer) für Cumberland und Westmorland.
Georges jüngster Bruder war Richard Atkinson (1738–1785), Member of Parliament für New Romney, ein Sklavenhalter und staatlicher Rumlieferant, der ein Vermögen machte. Bridget erhielt nach seinem Tod eine jährliche Rente von 200 £. George und Bridgets zweiter Sohn George II (1764–1814) wurde ein reicher westindischer Kaufmann und Kolonialbeamter (Island Secretary) von Jamaika; dessen Sohn George III. (1795–1849) wird auf der Website „Legacies of British Slavery“ der UCL als Lieferant von Arbeitsdienstleistungen durch versklavte Menschen (contract labour) für die britische Regierung aufgeführt.

## Sammlung
Bridget Atkinsons ließ sich von Freunden und Verwandten aus aller Welt Muscheln schicken. Sie trug eine Sammlung von rund 1200 Muscheln zusammen, aus allen Ländern, außer der Antarktis. Im Jahr 1776 erhielt Atkinson von einer von James Cooks Reisen einen Brief von dessen Waffenmeister, aus dem hervorging, dass er Muscheln für sie gesucht hatte.
Auch ihr Schwager, ihre Söhne und Enkel suchten auf Reisen im Rahmen kolonialer Beschäftigungen für die East India Company oder im Zusammenhang mit Familienplantagen in Jamaika nach Muscheln.
Neben Muscheln sammelte Atkinson auch Münzen und Schmuck. Besonders wertvoll war für sie eine Fibel, die beim Pflügen der Felder gefunden wurde. Einige handgeschriebene Kochbücher, unter anderem Rezepte für Shrewsbury Cake, sind ebenfalls noch erhalten.

### Mitglied der Society of Antiquaries
Im Jahr 1813 wurde Atkinson bei der Gründungsversammlung der Society of Antiquaries of Newcastle-upon-Tyne zum ersten Ehrenmitglied ernannt, mehr als 60 Jahre bevor die erste Frau zum ordentlichen Mitglied gewählt wurde.
Für die Sammlung der Gesellschaft spendete Atkinson einen keltischen Hammer, einen Silberpenny von Heinrich II., einen Silberpenny aus der Regierungszeit von Eduard I. und einen von Eduard II. sowie einen schwedischen Kupferdollar von Karl XII.

## Vermächtnis
Bei ihrem Tod im Jahr 1814 hinterließ Atkinson ihre Muschel- und Münzsammlung ihrer jüngsten Tochter Jane (1775–1855). Jane wiederum vermachte diese Sammlung sowie Material, das sie bei Ausgrabungen im Fort Kirkby Thore gesammelt hatte, ihrer Nichte Sarah Clayton (1795–1880), der Tochter von ihrer ältesten Schwester Dorothy und deren Ehemann Nathaniel Clayton, einem Anwalt aus Newcastle. Sarahs Bruder war der Antiquar John Clayton. Sarah und John lebten ihr ganzes Leben zusammen und als Sarah starb, wurde „Bridgets“ Sammlung (wie sie von der Familie noch immer genannt wurde) in die umfassendere Clayton-Sammlung integriert. Atkinsons Sammelleidenschaft beeinflusste ihren Enkel John Clayton, der später Altertumsforscher wurde und den Hadrianswall bewahrte. Nach John Claytons Tod 1890 war sie Teil des Clayton Estate, wo sie als „Shells“ in Claytons Testament erwähnt wurden. Er trug Sorge für die große Clayton Collection, welche hauptsächlich aus römischen Antiquitäten bestand. Dafür wurde bei Cilurnum (Chesters Roman Fort) ein Museum errichtet.
In den 1930er Jahren wurden rund 1.000 Muscheln, die im Temple Sowerby House aufbewahrt worden waren, bei einer Nachlassversteigerung verkauft. Abgesehen von einer Riesenmuschelschale wurden die Reste von Atkinsons Sammlung als Dauerleihgabe an die Zoologieabteilung des Armstrong College, das später Teil der Newcastle University war, verliehen. Dort wurde dieser Teil der Sammlung in den 1980er Jahren aus dem Bestand genommen und in Privatbesitz genommen. Man befürchtete, diese Muscheln seien verloren gegangen, aber sie wurden von Dr. John Buchanan sicher aufbewahrt und 2023 an den Clayton Collection Trust zurückgegeben. Bridget Atkinsons Muschelsammlung war dann 2024 Gegenstand einer Ausstellung im Chesters Museum, nachdem das wissenschaftliche Interesse an einem Teil der Sammlung aufgrund ihres Zusammenhangs mit der dritten Reise von James Cook entdeckt worden war. Eine der Arten ist Distorsio cancellina aus der Meeresschneckengattung Distorsio, welche 1803 von Jean-Baptiste de Lamarck beschrieben worden war und als ausgestorben gilt.